# Гросхадерн (станция метро)
«Гросхадерн» (нем. Großhadern) — станция Мюнхенского метрополитена, расположенная на линии . Станция находится в районе Гросхадерн (нем. Großhadern).

## История
Станция была открыта 22 мая 1993 года. Станция названа в честь одноимённого района, в которой она находится.

## Архитектура и оформление
Путевые стены сделаны из плитки, изображающей горный пейзаж. Колонны облицованы желтой плиткой. Над платформой, выложенной гранитными плитами, установлена рефлекторная конструкция, состоящая из алюминиевых жалюзи и выровненная с лампами между колоннами. Вокруг лифтов в цокольном этаже также установлена световая лента.
На северной стороне расположен лифт, который ведёт к перекрёстку.

## Пересадки
Проходят автобусы 56, 266, 268 и ночной N40